# Сокол (конструкторское бюро)
ОАО Научно-производственное объединение «Опытно-конструкторское бюро имени М. П. Симонова» — одно из предприятий ОПК России, располагается в городе Казань, микрорайон Караваево. Основано в 1959 году. Основными направлениями деятельности являются: разработка и техническая эксплуатация беспилотных авиационных комплексов, разработка воздушных мишеней на базе серийных пилотируемых самолётов с малым остаточным техническим ресурсом, создание мишенной обстановки для отработки БРЭО самолётов-истребителей типа Су-30МК, МиГ-29 и систем ПВО типа С-300, С-400 и других, сопровождение серийного производства, регламентное обслуживание и ремонт разработанной техники.

## История

### Общая информация
ГС КБ спортивной авиации Минавиапрома СССР при Казанском ПО им. Горбунова было основано в 1959 году слиянием студенческого Опытно-конструкторского бюро Казанского авиационного института (ОКБ КАИ), руководитель — М. П. Симонов, и группы по лёгким самолётам Казанского авиационного завода № 22 им. С. П. Горбунова под руководством А. К. Быкова. В период 1972-87 гг ГСКБ СА было в ведении 1-го Главного управления МАП, и, как предприятие ВПК, имело условное наименование — «предприятие п/я В-2437».
В 1982 году ГСКБ СА получило собственное наименование — ОКБ «Сокол». После развала СССР было преобразовано в государственное унитарное предприятие ГУП «ОКБ «Сокол».
В декабре 2000 года предприятие было акционировано и преобразовано в ОАО. По решению Правительства РФ № 22-р от 9.01.2004 г. ОАО «Сокол» вошло в перечень стратегических предприятий. В 04.2014 г. переименовано в НПО «ОКБ им. Симонова». В соответствии с постановлением Правительства № 96 от 20.02.2004 г. по приказу  Минпромторга № 1828 от 3.07.2015 г. АО «НПО «ОКБ им. Симонова» включено в реестр организаций ОПК.
Численность персонала КБ в 1975 году — 600 чел.
Гл. конструкторы: с 04.1959 года - А. Х. Пантюхин, А. К. Быков (1962 г.), А. И. Осокин (1960-е), У. М. Цораев (1990-е), А. В. Гомзин (2002-2020 гг)
Директор (1987 г.) — У. М. Цораев. Гендиректор (2006-) — А. В. Гомзин.
Начальники отделов: секретного (1987 г.) — И. И. Кузнецов.
Председатель совета директоров (2002-11 гг) — М. П. Симонов.
23 февраля 2024 года предприятие включено в блокирующий санкционный список США против компаний оборонного сектора так как оно «разрабатывает и производит беспилотные авиационные системы и воздушные учебные мишени». Ранее ОКБ было включено в санкционный список Украины.

### Деятельность
Студенческое конструкторское бюро Казанского авиационного института до реорганизации занималось проектированием и созданием учебных и спортивных планёров. После создания ГСКБ СА продолжены работы по планёрам, созданы планёры: КАИ-11, КАИ-12, КАИ-14, КАИ-19, СА-9, СА-7У, СА-8Т. До 1961 года велось сопровождение серийного производства планера КАИ-11.
В середине 1960-х годов был изготовлен полунатурный макет спускаемого аппарата Союз с комплектом аппаратуры.
В связи с тем, что ОКБ-301 перешло в подчинение ОКБ-52 В. Н. Челомея в качестве филиала № 3, а машиностроительный завод им. С. А. Лавочкина (завод № 301 министерства общего машиностроения) был переориентирован на выпуск ракетно-космической техники, в 1968 году в Казанское ГСКБ СА была передана вся документация по беспилотному ЛА типа Ла-17. Этот БПЛА создавался в КБ Лавочкина с 1950 года как самолёт-мишень «201», далее в 1956 году вышло постановление СМ СССР о разработке на базе Ла-17 разведчика «210-ФР». В соответствии с ПСМ № 1230-524 от 30.11.1960 г. была начата разработка беспилотного разведчика «204» (Ла-17Р). В 11.1961 г. – постановление правительства о создании Ла-17ММ (см. ст. о БПЛА Ла-17Р и Ла-17М).
В 1969 году была начата разработка самолётов мишеней М-19 из отработавших ресурс МиГ-19. В 1970 году разработан самолёт-мишень М-17 из МиГ-17. С 1970-х годов авиационные мишени стали основным профилем предприятия. В 1978 году разработана  модернизированная мишень М-17ММ (изделие 202). Был доработан планёр, проведены прочностные и аэродинамические исследования исходной конструкции обусловленные установкой более мощного двигателя Р-11К-300.
С 1981 начата разработка самолёта-мишени М-21 из МиГ-21. В 1982 году разработка мишени из УТС L-29 — М-29.
Также на базе L-29 был разработан воздушный командный пункт ВКП-3 для управления мишенями в воздухе, а на базе МиГ-23УБ аналогичный командный пункт ВКП-5.
В 1987 году был запущен в серию комплекс мишени «Комета» с самолётами буксировщиками Су-7У и Су-25Б. Комплекс позволял буксировать мишень на тросе длинной до 8 км со скоростью 720 км/ч. Мишень «Комета» оборудовалось радиосвязной линией, акустической системой регистрации промахов, трассёрами, а буксировщик оборудовался турболебёдкой, действовавшей от набегавшего потока.
В 1990-х годах ОКБ был разработан комплекс воздушной мишени «Дань», позволяющий имитировать самолёты тактической авиации и крылатые ракеты типа Томагавк.
В 2007 году ОКБ создана комплексная система мониторинга Данем.
С 2014 года ведётся разработка тяжёлого БПЛА, для решения боевых задач в Арктике и мониторинга Северного морского пути.
Для непосредственных работ по производству БПЛА, по приказу № 52с от 7.02.1968 года был образован филиал Казанского авиазавода. По приказу № 140с от 16.04.1968 г. ему присвоено наименование «п/я М-5104». Далее именовался как Лениногорский агрегатно-механический завод. Численность персонала 1500 человек (1972 год). В 1987 года завод – в составе КАПО. Почтовый адрес предприятия (при СССР): 423270, Татарская АССР. г. Лениногорск, ул. Производственная ст. Письмянка Куйбышевской ж/д, «Чайка».
Для НИР по БПЛА в 1988 году на базе исследовательского отдела ОКБ «Сокол» был сформирован научно-исследовательский центр «ЭНИКС» (см. отдельную статью). Разработка и производство: комплексов с беспилотными летательными аппаратами военного, гражданского и исследовательского назначения и воздушными мишенями; бортового оборудования для БПЛА. Создано: БПЛА: Р-90, Е-85, Е-90, Е-94, Е-95, Е95М; мишени М830, М850; комплекс дистанционного наблюдения Т23 «Элерон» (2005 г), «Наводчик», «Типчак»; ПуВРД малой тяги для БПЛА.